# 鳥取県自動車学校
鳥取県自動車学校（とっとりけんじどうしゃがっこう）は鳥取県下で学校法人として認可を受けている、鳥取県公安委員会指定の教習所である。鳥取県で最初に誕生した自動車教習所である。合宿免許にも特化している。鳥取県中部では唯一大型自動車、大型自動二輪車の教習を行っている。

## 所在地
- 鳥取県倉吉市西倉吉町137番地

## 沿革
- 1944年（昭和19年）7月2日 - 鳥取県自動車乗務員養成所開所[1]。
- 1952年（昭和27年）1月8日 - 学校法人鳥取県自動車技術員養成所認可、1月9日同所設立[1]。
- 1954年（昭和29年）4月1日 - 鳥取県自動車学校と改称[1]。

## 取扱免許
- 大型自動車
- 中型自動車
- 準中型自動車
- 普通自動車
- 大型特殊自動車
- けん引
- 大型自動二輪車
- 普通自動二輪車

## 取扱講習
- 初心運転者講習
- 交通安全講習
- 企業対象安全講習
- 高齢者講習
- ペーパードライバー教習

## 交通アクセス
- 山陰本線（JR西日本）倉吉駅から日ノ丸バスまたは日交バスより
  - 「西倉吉」より
  - 「西倉吉町」より